# 以色列最高法院
以色列最高法院（羅馬化：Beit haMishpat haElyon，羅馬化：al-Maḥkama al-‘Ulyā）是以色列法院系統中的最高上訴法院，並在部分情況下擁有初審管轄權。最高法院位於耶路撒冷，以色列最高法院大廈由桃樂茜·羅斯柴爾德捐贈。總統辦公室外展覽著桃樂茜寫給當時總理希蒙·佩雷斯的信，信中桃樂茜表示她希望為最高法院捐贈一棟辦公樓。
最高法院的司法管轄區包括整個以色列及西岸地區。最高法院的判決對所有下級法院有約束力。最高法院處理針對下級法院判決的上訴案件，也作為高等法院處理涉及政府行為是否合法的原訟案件。
最高法院曾經審理多宗涉及以巴衝突、阿拉伯裔以色列人權利及猶太人群體之間不同待遇的訴訟。此外，最高法院有權干預以色列國防軍的軍事行動。
以色列最高法院大樓頂端有一金字塔，頂部有圓形的洞，象徵著上帝之眼。

## 法官選任
以色列最高法院法官的选任，由任免委员会负责。委员会成員共有9人，由三名最高法院法官，两名以色列律师协会成员，两名议员和两名政府部长组成。

## 外部連結
- http://www.court.gov.il/（页面存档备份，存于）